# Gabriele Fischer (Journalistin)
Gabriele Fischer (* 25. Januar 1953 in Karlsruhe) ist eine deutsche Journalistin. Sie ist Gründerin und Chefredakteurin des Wirtschaftsmagazins brand eins.

## Leben
Gabriele Fischer studierte Politikwissenschaft, Soziologie und Germanistik in Freiburg. Nachdem sie zwei Jahre am Bremer Flughafen bei einer Autovermietung gearbeitet hatte, wurde sie 1979 auf der G+J Journalistenschule unter Leitung von Wolf Schneider aufgenommen.
Sie begann ihre journalistische Karriere beim „Osterholzer Kreisblatt“, das zum Weser-Kurier gehört. Von 1986 bis 1997 arbeitete sie beim Manager-Magazin, zuletzt als stellvertretende Chefredakteurin.
Im November 1997 verließ Gabriele Fischer das Manager Magazin, um im gleichen Verlag das Wirtschaftsmagazin Econy zu entwickeln. Nach zwei Ausgaben stieg der Manager-Magazin-Verlag im Juli 1998 aus, das Redaktionsteam beschloss allein weiterzumachen. Gabriele Fischer kaufte die Rechte und bis Dezember 1998 erschien Econy im Eigenverlag. Zum Jahreswechsel 1998/99 stieg der Mainzer Verlag für Wirtschaftsmedien (VFW) bei Econy ein. Im Juli 1999 trennten sich Verlag und Redaktion. Der VFW macht Econy mit neuer Redaktionsmannschaft weiter, stellte es aber dann im April 2000 ein. Das Redaktionsteam um Fischer legte im September 1999 nach vier Wochen Entwicklungszeit die erste Ausgabe des Wirtschaftsmagazins brand eins vor, das zunächst zehnmal im Jahr, seit August 2005 monatlich in der unabhängigen brand eins Medien AG erscheint.
Fischer erhielt mehrere Auszeichnungen für ihre Arbeit, darunter 1981 den Theodor-Wolff-Preis.
Gabriele Fischer gehörte dem Kuratorium der Johanna-Quandt-Stiftung an, bis sie im April 2008 – wie auch Christoph Keese und Mathias Müller von Blumencron – ihr Amt niederlegte. Dies war eine Reaktion auf die Dokumentation Das Schweigen der Quandts, welche die Verstrickungen der Familie während der Zeit des Nationalsozialismus beleuchtete.